# Област Ката
Област Ката (јап. 刈田郡) Igu-gun се налази у префектури Мијаги, Јапан. 
2003. године, у области Игу живело је 15.266 становника и густину насељености од 36,71 становника по км². Укупна површина је 415,85 км².

## Вароши и села
- Шичикашуку
- Зао